# What Made the Red Man Red?
What Made the Red Man Red is een van de liedjes uit de Disney-film Peter Pan (1953). In dit lied geven de indianen van Nooitgedachtland zogenaamd verklaringen voor een paar van hun typische gewoontes.
Het lied is uiterst omstreden vanwege de uiterst stereotiepe en karikaturale manier waarop de indianen hier worden weggezet. De tekst is veelal als racistisch bestempeld.

## Achtergrond
In de tekst wordt "uitgelegd" waarom indianen allemaal een rode huidskleur hebben: Let's go back a million years / To the very first Injun prince / He kissed a maid and start to blush / And we've all been blushin' since. Dit lijkt te suggereren dat blank eigenlijk de normale huidskleur is.
Verder wordt gesteld dat de typische indianenkreet "Ugh" te wijten zou zijn aan het feit dat indianen de ongezonde gewoonte hebben om de vredespijp te roken. Ten slotte wordt de vraag gesteld waarom indianen toch zo vaak How? zeggen. Dit zou zijn omdat ze eerst niets wisten: But the Injun, he sure learn a lot / And it's all from asking, "How?". In werkelijkheid is Hau gewoon "hallo" in het Lakota, dus de standaardmanier om elkaar te begroeten.
In het lied wordt verder herhaaldelijk de tekst Hana Mana Ganda gezongen. Deze drie woorden betekenen volgens de indianen alle drie hetzelfde (Hana means what Mana means and Ganda means that too), maar er wordt verzuimd bij te vertellen wat de betekenis dan is, noch uit welke taal dit afkomstig is.

## Bewerkingen
In een latere adaptatie is de tekst veranderd in het niet-aanstootgevende What makes the brave man brave?